# Marie-Thérèse de Lataulade
Marie-Thérèse de Lataulade, née Roques de Borda le 17 juillet 1877 à Saint-Omer et morte le 26 mai 1963 à Saint-Cricq-Chalosse, est un historienne française.   
En 1922, elle devient la première femme membre de la Société de Borda. Elle en est la vice-présidente à partir de 1937 puis la présidente d’honneur à partir de 1962.  

## Biographie
Marie-Thérèse Joséphine Élisabeth Roques de Borda naît le 17 juillet 1877 à Saint-Omer, dans le Pas-de-Calais. Descendante de la famille de Borda, elle est la petite-nièce de l'héraldiste Bernard-Augustin de Cabannes, auteur de l'Armorial des Landes, et l'épouse de Louis de Lataulade,.  
Le 11 mai 1922, elle devient la première femme admise à la société de Borda sur proposition de son mari, Louis de Lataulade, et du vice-président de la société, Louis Dufourcet. Après le retrait du président Ferdinand Puyau le 9 décembre 1937, Dufourcet est élu président, et elle le remplace en tant que vice-président. Elle est par la suite systématiquement réélue. À cause de la mort de Dufourcet le 21 décembre 1941, de la ligne de démarcation qui empêche le premier vice-président, Césaire Daugé, de se rendre à Dax et de la guerre qui empêche la tenue de nouvelles élections, elle dirige de facto la société pendant toute l’année 1942. Elle préside la cérémonie du centenaire de la consécration de la cathédrale Notre-Dame de Dax tenue à l’Atrium Casino en 1955. Le 13 décembre 1962, le titre honorifique de présidente d’honneur lui est décerné. Elle meurt le 26 mai 1963 à Saint-Cricq-Chalosse,. 

## Publications
Entre 1935 et 1957, elle est l’auteure de huit articles dans le bulletin de la Société de Borda, au sujet de l’histoire de la Chalosse (quatre articles en 1937, 1939, 1941 et 1944) et de la noblesse gasconne (quatre articles en 1935, 1952, 1954 et 1957), dont :
- « Quatre lettres inédites d'Émilie de Candale », Bulletin de la Société de Borda,‎ 1935, p. 77-87 (lire en ligne).
- « Une querelle de privilèges en 1750 », Bulletin de la Société de Borda,‎ 1937, p. 87-92 (lire en ligne).
- « Le procès des sorciers de Mugron en 1644 », Bulletin de la Société de Borda,‎ 1939, p. 115-124.